# Semiothisa subitaria
Semiothisa subitaria là một loài bướm đêm trong họ Geometridae.